# 流刺網

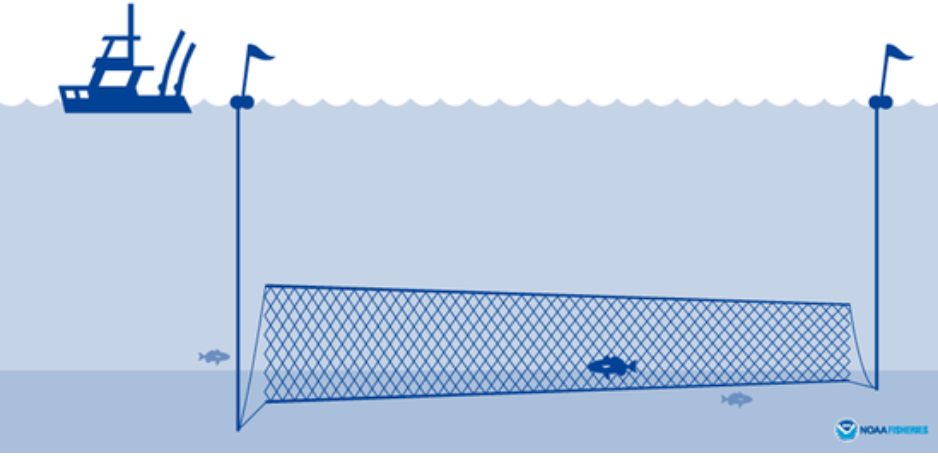
流刺網

流刺網（gillnetting）是一種捕魚方法，主要用於捕撈洄游性魚類。流刺網使用多層塑料絲織成的長方形網片，一般會將多張網片結合在一起，上緣繫多個海綿塑膠所製的浮子，下端配附鉛製沉子，垂直張開設於接近海平面附近的位置，等待魚類游入而被網目纏住。因為網片會隨海流移動，而且被纏住的魚像刺一樣掛在網上，故稱「流刺網」。
流刺網的殺傷力很大，大型流刺網往往由大、中、小網目的三層網子所構成，不論是大、小魚都將全部落網，因而容易造成生態浩劫。因此各國陸續禁用流刺網捕魚。

## 外部連結
- Video: Gillnets in Operation
- Video: Gillnetting the Copper River Delta, Alaska （页面存档备份，存于）
- Video: Tangle Net Fishing on the Columbia River （页面存档备份，存于）
- Manual on estimation of selectivity for gillnet and longline gears in abundance surveys - report for Food and Agriculture Organisation of the United Nations, 2000.
- http://www.seawatch.org/position_papers/gillnet.php （页面存档备份，存于）
- Puget Sound Salmon Commission (WSDAg) bycatch study （页面存档备份，存于）